# Zapasy na Igrzyskach Ameryki Środkowej i Karaibów 1990
Turniej w ramach Igrzysk w Meksyku 1990 roku

## Tabela medalowa
Gospodarz zawodów został zaznaczony kolorem.
| Poz.  | Państwo    |    |    |    | Łącznie |
| ----- | ---------- | -- | -- | -- | ------- |
| 1.    | Kuba       | 20 | 0  | 0  | 20      |
| 2.    | Meksyk     | 0  | 9  | 4  | 13      |
| 3.    | Kolumbia   | 0  | 3  | 4  | 7       |
| 4.    | Portoryko  | 0  | 3  | 2  | 5       |
| 5.    | Wenezuela  | 0  | 2  | 5  | 7       |
| 6.    | Panama     | 0  | 1  | 2  | 3       |
|       | Dominikana | 0  | 1  | 2  | 3       |
| 8.    | Nikaragua  | 0  | 1  | 0  | 1       |
| 9.    | Gwatemala  | 0  | 0  | 1  | 1       |
| Razem | Razem      | 20 | 20 | 20 | 60      |

## Wyniki

### W stylu klasycznym
| Waga   | złoty             | srebrny           | brązowy          |
| ------ | ----------------- | ----------------- | ---------------- |
| 48 kg  | Wilber Sánchez    | Joel Medina       | Mynor Ramírez    |
| 54 kg  | Raúl Martínez     | Víctor Capacho    | Ulises Valentín  |
| 58 kg  | Ángel Torres      | Armando Fernández | Radamés Martínez |
| 63 kg  | Juan Luis Marén   | Anibál Nieves     | Luis Méndez      |
| 69 kg  | Alfredo Bicet     | Juan Mora         | Elisaul Bermúdez |
| 76 kg  | Abel Sarmiento    | Rodolfo Hernández | Néstor García    |
| 85 kg  | Alfredo Linares   | Alfonso Jessel    | José Betancourt  |
| 90 kg  | Juan Carlos Véliz | Juan Giraldo      | Jairo Guerrero   |
| 97 kg  | Guillermo Cruz    | Julián Flores     | Luis Sandoval    |
| 130 kg | Nelson Casales    | Guillermo Díaz    | Jorge Añez       |

### W stylu wolnym
| Waga   | złoty             | srebrny             | brązowy          |
| ------ | ----------------- | ------------------- | ---------------- |
| 48 kg  | Aldo Martínez     | José Martínez       | Javier Delgado   |
| 54 kg  | Alfredo Leyva     | Ulises Valentín     | Oscar Muñoz      |
| 58 kg  | Alejandro Puerto  | Luis Cortés         | Jorge Olvera     |
| 63 kg  | Lázaro Reinoso    | Eloy Urbano         | Anibál Nieves    |
| 69 kg  | Jesús Rodríguez   | Abel Martínez       | Eduardo Quintero |
| 76 kg  | Alberto Rodríguez | Galdino Rodríguez   | Elías Marcano    |
| 85 kg  | Orlando Hernández | José Betancourt     | Alfonso Jessel   |
| 90 kg  | Geovany Redmond   | Nicodemus Rodríguez | Juan Giraldo     |
| 97 kg  | Ángel Anaya       | Julián Flores       | Luis Sandoval    |
| 130 kg | Domingo Mesa      | Edwin Millet        | Guillermo Díaz   |